# Chapelle Sainte-Croix de Brée
La chapelle Sainte-Croix de Brée est une chapelle de la commune française de Brée, en Mayenne.

## Histoire
Il s'agit ici non d'une chapellenie fondée canoniquement mais d'un sanctuaire très-ancien qu'entourait l'un des deux cimetières de la paroisse, celui qui est séparé de l'église. Ce petit édifice, de proportions modestes, n'est pas sans mérite au simple point de vue du style. Quoique remanié assez malheureusement à une époque inconnue, il conserve encore au XIXe siècle dans son ensemble son caractère archéologique. L'abbé Angot le croit du XIIIe siècle, plutôt que du XIVe siècle quoique M. R. le Cornu le dise construit et consacré en 1364. Cette chapelle date de 1575 selon les Monuments historiques. Elle ne fut pas fondée dans le sens strict du mot, elle ne fut pas un bénéfice ayant un titulaire chargé d'acquitter les fondations imposées, mais on a vu précédemment que des revenus y avaient été attachés et que deux messes au moins devaient y être dites chaque semaine.
Cette chapelle du grand cimetière, dit toujours M. Le Cornu, est d'une grande dévotion dans la paroisse et d'une grande utilité pour les stations que l'on y fait aux processions. Une ordonnance de l'évêque du Mans ayant interdit provisoirement, et jusqu'à ce que les renseignements voulus aient été fournis, toutes les chapelles particulières du diocèse, le même curé de Brée demanda que pour les raisons sus-énoncées l'interdit fût levé en ce qui concerne la chapelle Sainte-Croix. M. Vaugeois, vic. gén., répondit au dos de la pétition : Accordé en se conformant aux statuts synodaux, 20 mai 1721.
La chapelle Sainte-Croix est inscrite aux monuments historiques depuis 1996.

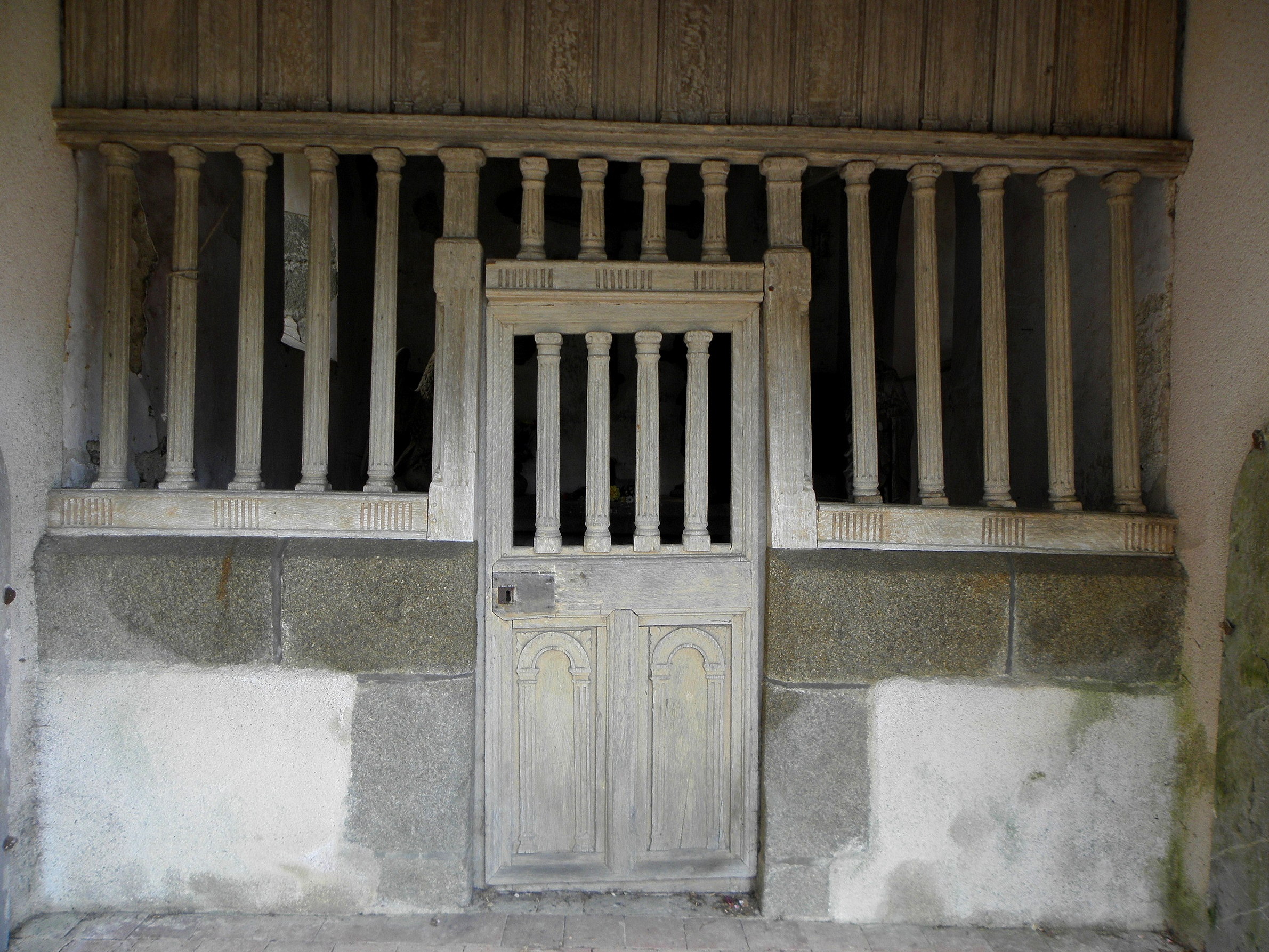
Clôture Renaissance.
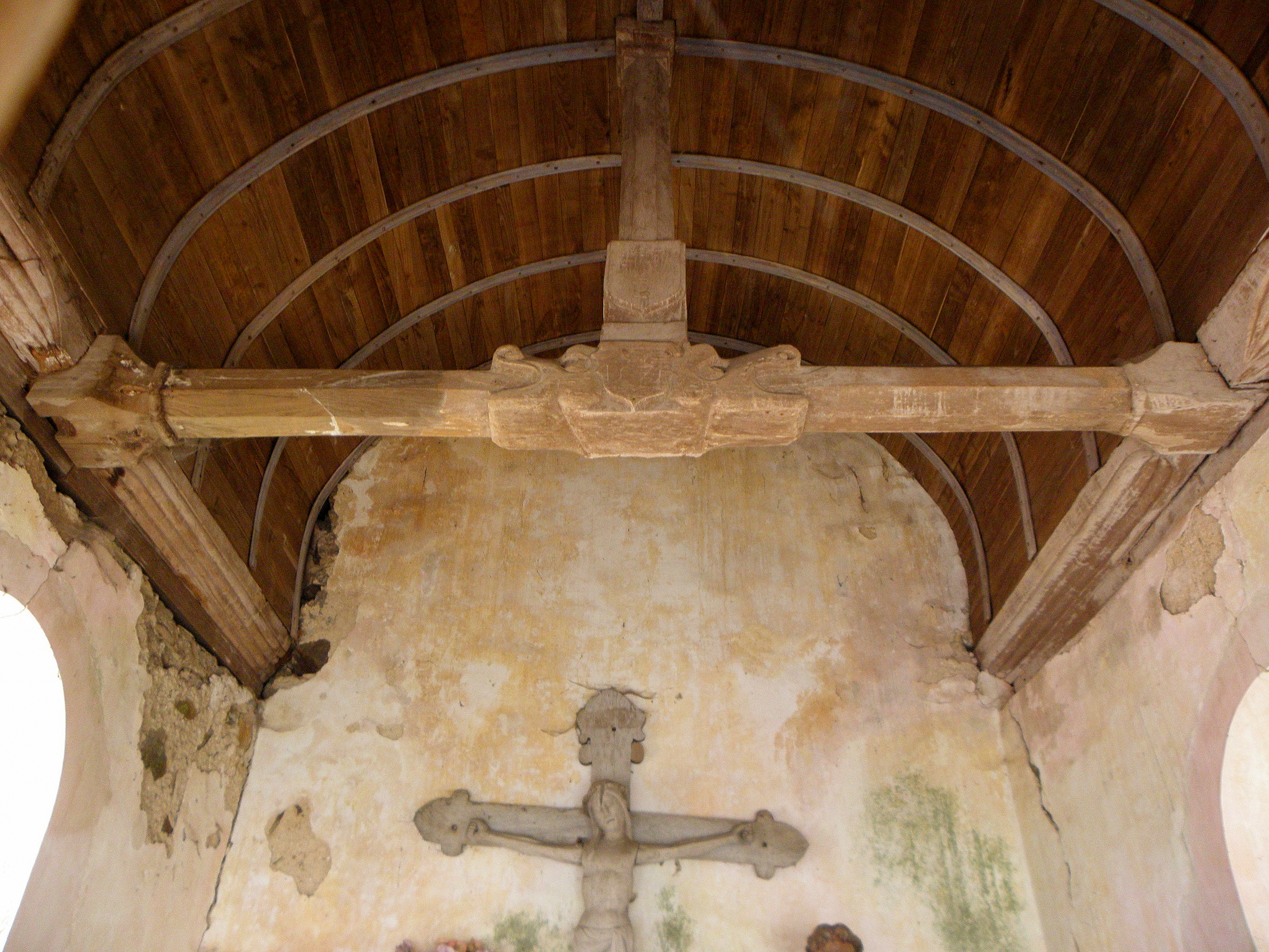
Entrait sculpté.
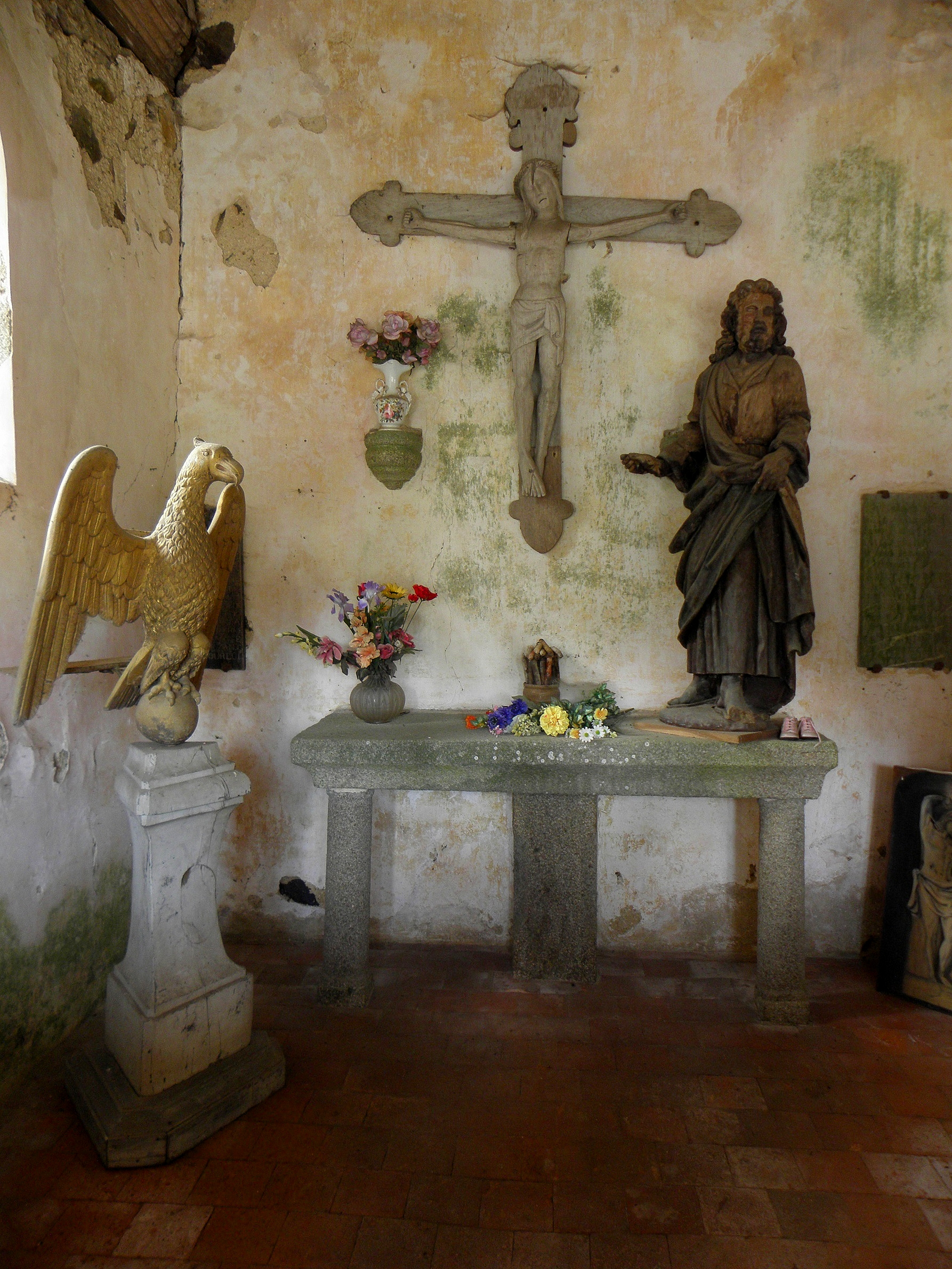
Lutrin, Christ et statue classés.